# 桃月なしこ
桃月 なしこ（ももつき なしこ、1995年〈平成7年〉11月8日 - ）は、日本のコスプレイヤー、モデル、准看護師、女優、YouTuber。ゼロイチファミリア所属。

## 略歴
愛知県豊橋市出身。2017年デビュー。2018年時点では現役の美容クリニックの准看護師として勤務している。
高校3年生の時、友人に誘われて地元のコスプレイベントの参加をきっかけにコスプレイヤーとしての活動を開始し、ファンを少しずつ増やしている時期に事務所からスカウトされて芸能界入りを果たし、すぐに雑誌デビューとなった。
ニュースサイトで可愛すぎる現役ナースとして300万PVを叩き出し、1日に2万フォロワー増えたことが話題となる。
その後、演技の勉強を本格的に始め、2019年1月にドラマ出演を果たして女優デビューする。
2019年10月には女性ファッション誌『bis』（光文社）のレギュラーモデルに抜擢される。
2020年9月25日、『魔進戦隊キラメイジャー』第25話より巫女 / ヨドンナ役で出演。
2020年11月11日、初の写真集『未完』を発売。
2022年12月17日にYouTubeチャンネルを開設した。

## 人物
- 趣味はコスプレ、漫画、ゲーム、ピアノ、アイドルヲタク[3][21]。家族全員がゲーム好きであり、特に好きなのは「キングダム ハーツ シリーズ」、「ポケットモンスター シリーズ」[21]。
- 演じたい役は、ホラー映画の途中で仲間を助けて亡くなる役や学園モノで虐める側の役[22]。
- 『26時のマスカレイド』のファンで、推しメンは来栖りん。来栖とは、「夫婦」と揶揄されるほど相思相愛な関係である[23]。
- 左利きであったが、文字と包丁を使用する際は右手である（文字を書くにあたって矯正されたが、箸やボール投げは左である）[24][25][26]。
- 2021年に円形脱毛症の発症を公表し、2024年に再発したことも明かしている[27][28]。
- 本名は長らく非公開だったが、2025年2月15日に開催されたポケモンカードの全国大会「チャンピオンズリーグ2025福岡」に招待選手として出場した際、本名での登録が義務付けられていたことから、「オオバヤシ カズナ」とカナ表記だけは公開されることとなった[29]。
- 芸名の"なしこ"は、本名と当時話題だったふなっしーの"なっしー"を合わせた名前をLINEに登録したところ、友人が"なしこ"と呼び始めて、芸名も「これでいいや」と使用することになった[30]。

## 出演

### イベント
2018年
- 第2回ええじゃないかとよはし映画祭2018（3月2日 - 4日、豊橋市） - 自身初のMC出演。
- レディ・プレイヤー1 ジャパンプレミア（4月18日、新宿歌舞伎町シネシティ広場） - 叶姉妹、高梨沙羅、他と出演。衣装は春麗（『ストリートファイター』シリーズ）。
- ニコニコ超会議2018（4月28日・29日、幕張メッセ） - 『おそ松さん』×三井住友銀行ブースに出演。衣装は弱井トト子（おそ松さん）。
- ランペイジ 巨獣大乱闘公開記念イベント ゆるキャラ大乱闘!（5月8日、東京） - おのののか、蝶野正洋、寺嶋由芙と出演。衣装はナース。
- ナースフェス東京2018（5月27日、渋谷） - U字工事とMC。
- 愛知県警察千種警察署一日署長（7月14日、イオンタウン千種）。
- 死霊館のシスタートークイベント（9月14日、東京） - 衣装はシスター。
- VR DIVE「ダムド・タワー -ホスピタル サイト-」（10月20日 - 12月24日、名古屋テレビ塔） - イベントアンバサダーに就任。
- 池袋ハロウィンコスプレフェス2018（10月27日、池袋東口エリア・サンシャインシティ） - オープニングセレモニーに茶葉小果、TaeYeonと出演、ガチ撮影エリア Powered by キヤノンマーケティングジャパンにも出演。衣装は牧瀬紅莉栖（『STEINS;GATE』）。
- 2019年カレンダー発売記念イベント（11月25日、書泉ブックタワー）。
- 東京コミコン2018（12月2日、幕張メッセ） - DC COSPLAYERS LEAGUE 2018に菊田真衣子、non、宮本彩希、ユリコタイガー、夜道雪、レディビアードと出演。衣装はスーパーガール。
- コミックマーケット95（12月29日、東京国際展示場） - KATEブースにえい梨と出演。衣装は銀髪の第二王子・プロキオン（KATE THE COSPLAY MAKEUP）。

2019年
- 〜ゼロイチファミリアだよ全員集合!!〜『川崎あや週刊プレイボーイ表紙記念&ゼロイチジャックイベント』（2月24日、ソフマップAKIBA4号店アミューズメント館） - 青山ひかる、アンジェラ芽衣、御寺ゆき、川崎あや、黒木ひかり、十味、林ゆめと出演。
- 第3回ええじゃないかとよはし映画祭2019（3月8日 - 10日、穂の国とよはし芸術劇場PLAT） - 2年連続でMC出演。

2022年
- 特別展『DC展 スーパーヒーローの誕生』（3月8日 - 5月8日、名古屋市博物館） - 名古屋広報大使。3月19日に撮影会出演。衣装はスーパーガール。
- プロ野球オープン戦『中日ドラゴンズ - 楽天イーグルス』（3月19日、バンテリンドームナゴヤ） - 始球式。衣装はスーパーガール。

### CM
- 誰ガ為のアルケミスト（2018年8月23日 - 、Fuji&Gumi Games） - 自身初のCM出演[46]。
- サントリー「朝摘みオレンジVSヨーグリーナ おいしさ対決!」 - ジャルジャルと共演[47]。
- やよい軒
  - オフメシ web CM（2019年3月 - ） - 同事務所の黒木ひかり、霜月めあも出演。
  - やみつき油淋鶏定食（2019年10月 - ）[48]
  - すき焼き定食（2019年12月6日 - ）[49]
- サカイ引越センター
  - 第1話「まごころパンダ、登場」篇（2019年11月1日 - ）[50]
  - 第2話「ダンボールの重みは」篇（2020年2月1日 - ）[51]
  - 第3話「ライバル、襲来」篇（2020年11月1日 - ）[52]
  - 「キッチリサカイの大百貨ver.」（2020年11月1日 - ）[53]
  - 第4話「変わらぬモノ」篇（2021年1月4日 - ）[54]
  - 「残り10 分、まごころこめて」篇 (2021年4月1日 -) [55]
  - 「マイスター」篇（2022年1月4日 - ）[56]

### テレビ番組

#### 情報・ワイドショー
- サンデージャポン（2018年9月2日、TBS）[57]

#### テレビドラマ
- 10神スパイ大作戦〜コードバリカタ〜 第4話（2019年2月5日、テレ玉ほか[注 1] - 恋仲心音 役。自身初のドラマ出演[22]
- 電影少女-VIDEO GIRL MAI2019- 第1話（2019年4月12日、テレビ東京） - 加藤さやか 役
- 死役所 第1話（2019年10月17日、テレビ東京） - ゲスト出演[58]
- GARO -VERSUS ROAD-（2020年4月2日 - 6月26日、TOKYO MX） - 朱伽 役
- 魔進戦隊キラメイジャー 第25話 - 第45話（2020年9月27日 - 2021年2月28日、テレビ朝日） - 巫女 / ヨドンナ 役[16][17]
- あなたは一宮モーニングで謎を解く（2021年2月28日、中京テレビ） - 金倉撫子 役[59][60]
- 警視庁・捜査一課長 season5 第9話（2021年6月10日、テレビ朝日） - 市橋英美里 役[61]
- よくある勇者が現代に来ちゃったやーつ（2022年2月1日 - 3月1日、テレビ愛知） - 女勇者 役[62][63]
- 科捜研の女 Season21 第12話「女優コート殺人事件」（2022年2月24日、テレビ朝日） - 川久保純 役[64]
- ネバー・ギブアップ！ 竹島水族館ものがたり（2023年1月3日、東海テレビ） - 清水なぎさ 役[65]
- 全力で、愛していいかな?（2023年2月4日 - 3月25日、テレビ東京） - ハル 役[66]
- 灰色の乙女（2023年9月6日 - 10月18日、MBS / TBS） - 海堂菫 役[67]
- 夫婦の秘密（2024年1月4日 - 3月7日、BS-TBS / BS-TBS 4K） - 三枝朱音 役 [68]
- かっこいいスキヤキ 第1話 震えるバー（2024年4月20日、テレビ愛知） - ミキ 役[69]
- めんつゆひとり飯2（2024年10月2日 - 12月25日、BS松竹東急） - 本栖ゆずな 役[70]
- 令和の三英傑!（2024年12月11日・18日、中京テレビ・日本テレビ） - 武田美帆 役[71]
- SHOGUN’S NINJA-将軍乃忍者-（2025年3月21日、関西テレビ） - お蘭 役[72]
- レプリカ 元妻の復讐 第4話・第6話・第7話（2025年7月28日・8月11日・18日、テレビ東京） - 木瀬あやか 役[73]

#### テレビアニメ
- 恋は世界征服のあとで（2022年4月8日 - 6月24日） - 乱乱（断罪王女） 役[74]

#### バラエティ
- 林先生が驚く初耳学!（2018年2月11日、MBS）[75]
- 有吉弘行のダレトク!?（2018年4月24日、関西テレビ）[14]
- 有田ジェネレーション（2018年6月21日、TBS）[76]
- 本能Z（2018年10月11日、CBC）[77]
- 痛快TV スカッとジャパン（2020年8月10日、フジテレビ） - 野中真衣 役
- ゼロイチファミリアは褒められたい（2021年10月28日 - 、MBS） - MC
- バラエティー生活笑百科（2021年11月27日[78]・12月18日[79]・2022年3月19日[80]、NHK総合） - 「探せるか?法律の抜け道」コーナー[78][79][80]
- おはスタ（2023年4月21日 - 、テレビ東京） - 「なしことホテイソンの!アニポケチャンネル」出演[81]

### 映画
- トーキョー・サンライズ（2020年）[82]
- THE3名様 〜リモートだけじゃ無理じゃね?〜（2022年4月8日） - ウエイトレス 役[83]
  - THE3名様Ω〜これってフツーに事件じゃね？！〜（2024年8月30日） - ウエイトレス岩元 役[84]
- コーヒーはホワイトで（2024年2月16日） - 磯兼紗里 役[85][86]
- この動画は再生できませんTHE MOVIE（2024年9月13日） - 桃月なしこ（本人） 役[87][88]

### 配信ドラマ
- 『魔進戦隊キラメイジャー』 スピンオフ作品（東映特撮ファンクラブ） - 主演・ヨドンナ 役
  - ヨドンナ（2021年8月8日）[89]
  - ヨドンナ2（2021年9月12日）[90]
  - ヨドンナ3 ヨドンナのバレンタイン（2023年3月5日）[91]
  - ヨドンナ THE FINAL（2024年3月3日）[92]
- ようこそ東映殺影所へ（2021年8月13日、Xstream46） - 主演・サキ 役[93]
- ショート・プログラム「交差点前」（2022年3月1日 - 、Amazon Prime Video） - ヒロイン・山根美里 役[94]
- 令和の三英傑～恋する末裔たち（2025年1月8日、TVer・YouTube）[95]
- セイサイのシナリオ（2024年12月27日 - 、BUMP） - 主演・大鳥明日実 役[96]
- エリカ（2025年8月1日 - 、FOD）- 小田美緒 役[97]

### ラジオ番組
- なしこ・森Pのええじゃないかシネマ！（2018年11月3日 - 、エフエム豊橋） - 森谷雄、渡辺欣生と共演[98]。

### 舞台
- PARCO produce公演『転校生』（2019年8月17日 - 27日、紀伊國屋ホール[99]、脚本：平田オリザ / 演出：本広克行）
- 『誰ガ為のアルケミスト』 舞台版 『聖石の追憶』〜闇ヲ見つめる者〜（2020年3月13日 - 22日、新宿FACE） - ヤウラス 役[100]
- 舞台『あの日見た花の名前を僕達はまだ知らない。』（2022年2月2日 - 6日、あうるすぽっと〈豊島区立舞台芸術交流センター〉） - 安城鳴子（あなる） 役[101]
- 舞台『あの日見た花の名前を僕達はまだ知らない。』（2023年8月9日 - 15日、博品館劇場） - 安城鳴子（あなる） 役[102]

### オリジナルビデオ
- 魔進戦隊キラメイジャーVSリュウソウジャー（2021年8月4日、東映ビデオ） - ヨドンナ 役[103]

### MV
- 鈴木このみ 「花傾奇」（2022年1月28日）[104][105]

### ディスコグラフィ
- 不滅のヨドンナ（2023年3月29日） - ヨドンナ（桃月なしこ）名義。配信限定。

### 玩具
- 魔進戦隊キラメイジャー 邪気解放ブレス DXヨドンチェンジャー（2021年2月）

### その他コンテンツ
- シネマ小説 第5弾『前の住人がやって来た』（2019年6月21日 - 、チャット小説アプリ「peep」） - 令香 役[106][107]

## 書籍

### 写真集
- 未完（2020年11月11日、講談社、撮影：Takeo Dec.）ISBN 978-4-06-521809-9[108]

### スタイルブック
- PEACHY（2022年3月30日、光文社、編集：bis編集部、著：桃月なしこ）ISBN 978-4-33-490291-9

### 雑誌
表紙
- 週刊ヤングマガジン 2018年No.19・No.39・2019年No.25・2020年No.50・2021年No.24・No.44、2022年No.8、2023年No.1・No.28・2024年No.1（2018年4月9日・8月27日・2019年5月20日、2020年11月9日、2021年5月10日・9月27日、2022年1月24日・12月5日、2023年6月12日・12月4日、講談社）
- 週刊プレイボーイ 2018年23号、2021年14号、2022年9号、2023年14号（2018年5月21日、2021年3月22日、2022年2月14日、2023年3月20日、集英社）
- FLASH 2018年6/19・11/13号、2019年8/13号、2020年6/9号、11/3号、2023年2/14号（2018年6月5日・10月30日、2019年7月30日、2020年5月26日・10月20日、2023年1月31日、光文社）
- ヤングチャンピオン烈 No.7号（2018年6月19日、秋田書店）
- ヤングガンガン 2018年10/5号・2022年2/18号・10/7号・2023年3/3号・12/1号（2018年9月21日、2022年2月4日・9月16日、2023年2月17日、11月17日、スクウェア・エニックス）
- ヤングキングBULL 2018年11月号、2019年11月号・12月号、2020年8月号、2021年1月号・2月号・12月号、2022年1月号・2月号・10月号・11月号・12月号、2023年6月号（2018年10月4日、2019年10月4日・11月5日、2020年7月4日・12月4日、2021年1月4日・11月4日・12月6日、2022年1月4日・9月5日・10月4日・11月4日、2023年5月6日、少年画報社）
- 電子版 週刊アスキー No.1215・1216号（2019年1月29日・2月5日、KADOKAWA）
- フリーペーパー 週刊アスキー 秋葉原限定版 2019年3月号（2019年2月22日、KADOKAWA）
- 別冊ヤングチャンピオン 2019年4月号・9/15号・2021年10/15号・2022年5/15号・2024年2/15号（2019年3月5日・8月6日、2021年9月7日、2022年4月5日、2024年1月5日、秋田書店）
- 漫画アクション 2019年7/2号、2020年2/18号、2022年2/15号・11/1号、2023年6/20号（2019年6月18日、2020年2月4日、2022年2月1日・10月18日、2023年6月6日、双葉社）
- FRIDAY 2019年10/25号、2020年7/24号・12/25号、2021年3/5号・9/24号、2022年12/30号、2023年12/29号（2019年10月11日、2020年7月10日・12月11日、2021年2月19日・9月10日、2022年12月16日、2023年12月15日、講談社）
- 週刊少年チャンピオン 2020年3/12号・7/16号・10/15号、2021年2/11号・7/29号・10/7号、2022年2/24号・7/21号・11/3号、2023年2/2号（2020年2月27日・7月2日・10月1日、2021年1月28日・7月15日・9月22日、2022年2月10日、7月7日、10月20日、2023年1月19日）
- ヤングアニマル 2020年3月13日号、2021年2月26日号・6/25号、2022年11/25号（2020年2月28日、2021年2月12日・6月11日、2022年11月11日）
- DOLCE Vol.01・06（2020年10月28日、2023年3月1日、白夜書房）
- EX大衆 2021年4月号（2021年3月15日、双葉社）
- ENTAME 2021年9月・10月合併号、2023年6・7月合併号（2021年7月30日、2023年4月28日、徳間書店）
- ヤングチャンピオン 2022年12/13号、2023年3/14号・6/13号・9/12号（2022年11月22日、2023年2月28日、2023年5月23日、8月22日、秋田書店）
- 月刊少年チャンピオン 2023年6月号（2023年5月6日、秋田書店）
- BUBKA 2023年7月号（2023年5月31日、白夜書房）

表紙以外
- 週刊ヤングマガジン No.50号（2017年11月13日、講談社） - 巻末グラビア。
  - No.10・14号（2018年2月5日・3月5日） - 共に巻末グラビア、14号は天木じゅん、搗宮姫奈と出演。

- 月刊ヤングマガジン No.5号（2018年4月20日、講談社） - 巻末グラビア。
- 週刊プレイボーイ No.9号（2019年2月18日、集英社） - ゼロイチファミリアのタレントが総出演の記念号、巻中グラビア、特別付録DVDに出演。
- 月刊エンタメ 4月号（2019年2月28日、徳間書店）
- EX大衆 2019年4月号（2019年3月15日、双葉社） - 裏表紙
- bis 7月号（2019年6月1日、光文社） - 自身初のファッション誌。

選評
- このマンガがすごい!2019（2018年12月11日、宝島社、ISBN 978-4-80-029001-4）

### デジタル写真集
- なしこSummer（2019年5月28日、講談社）ASIN B07RZQLP8G
- 不器用な先輩。（2021年12月17日、スクウェア・エニックス）ASIN B09NBQ3Q6J ※販売終了[190]
- お砂糖はひとつまみ（2022年9月5日、少年画報社）ASIN B0BC7TZKW3
- あの夏、君とあの部屋で（2022年10月4日、少年画報社）ASIN B0BFVJYV4G
- 朝起きたら、なしこがとなりにいた件について（2022年11月4日、少年画報社）ASIN B0BFVNRHFJ
- #うちの子かわいい（2023年5月6日、少年画報社）ASIN B0C2BY65JX
- 麗しの華（2024年2月5日、少年画報社）ASIN B0CSSQV6T5
- 夏の日差しと君の眼差し（2024年7月4日、少年画報社）ASIN B0D5L9C5TW
- ENJOY SUMMER（2024年7月22日、集英社）ASIN B0D9Q52WZS
- 桃月なしこ完全版 Part.1（2024年10月11日、講談社）ASIN B0DJ8LRBC6
- 桃月なしこ完全版 Part.2（2024年10月11日、講談社）ASIN B0DJ8MBZZ2
- 桃月なしこ完全版 Part.3（2024年10月11日、講談社）ASIN B0DJ8KV8V1
- 恋は経費で落ちますか?（2024年12月2日、少年画報社）ASIN B0DMMFXZ4N
- 今日、サボっちゃおっか（2024年12月2日、少年画報社）
- ヤンマガアザーっす！＜YM2024年46号未公開カット＞（2024年12月20日、講談社）ASIN B0DPWMFDDV
- ツイストラブ（2025年1月6日、少年画報社）ASIN B0DPHDDWK1
- ギラめいていこっ！（2025年1月6日、少年画報社）
- ヤンマガアザーっす！＜YM2025年10号未公開カット＞（2025年3月28日、講談社）ASIN B0F1MNGZ1K
- 何度だって…（2025年4月15日、光文社）ASIN B0F3MWLK82
- 桃月なしこ『週プレ プラス！』アザーカット集「自由奔放に私らしく~prologue~」（2025年5月12日、集英社）ASIN B0F7Y8PB4M
- 秘密のオフタイム（2025年8月4日、少年画報社）ASIN B0FH1RPW66
- カンパイ宣言！（2025年8月4日、少年画報社）

### カレンダー
- 桃月なしこ 2019年カレンダー（2018年11月24日、トライエックス） - B2、8枚[39]。